# Boys Do Cry
Boys Do Cry (с англ. — «Парни плачут») — пятнадцатая серия пятого сезона мультсериала «Гриффины». Премьерный показ состоялся 29 апреля 2007 года на канале FOX.

## Сюжет
Лоис получает работу органистом в церкви и поэтому призывает свою семью посещать воскресные службы.
На первой же службе Стьюи выпивает слишком много кагора (перепутав с соком), его им тошнит, после чего весь город начинает считать малыша исчадием ада. Священник, при поддержке практически всех горожан, хочет совершить обряд изгнания злого духа из Стьюи, и поэтому Гриффины, чудом сбежав от решительно настроенной толпы, уезжают к сестре Лоис, Кэрол, в Техас.
Едва прибыв, Гриффины знакомятся со своими новыми соседями — доброжелательной семьёй Линчей.
Вскоре из новостей Лоис узнаёт, что власти Род-Айленда отменили розыск Стьюи, но не спешит делиться этой новостью с семьёй, так как она считает техасцев «нравственным сообществом с настоящими жизненными ценностями», да и её домочадцы уже приняли местный образ жизни: носят национальные одежды, Питер пересел с автомобиля на лошадь, Крис восхищён техасскими ремнями, Брайан — тем, что при покупке бутылки виски покупателю дарят револьвер. Кроме того, Крис и Мег знакомятся с «Молодёжным техасским клубом» (англ. Texas Youth Club), полноправными членами которого они смогут стать, лишь пробравшись на ранчо Джорджа Буша и выкрав оттуда его трусы. Пробравшись ночью в дом Буша и найдя там множество интересного и компрометирующего, дети тем не менее смогли подружиться с президентом и заняли у него его трусы́ на десять минут, чтобы предъявить их членам клуба.
Тем временем Лоис приводит Стьюи (по-прежнему замаскированному под «Стефани») на конкурс красоты «Маленькая мисс Техас» (англ. Little Miss Texas).
Джиллиан звонит Брайану, и тот узнаёт от неё, что охота на Стьюи окончена. Брайан решает, что пора возвращаться.
Тем временем Питер случайно признаётся своим новым друзьям, что он — умственно отсталый, и выясняется, что по техасским законам таких, как он, немедленно казнят на электрическом стуле. В последнюю секунду от смерти Питера спасает его лошадь, которую он успел так полюбить, что даже клал в постель между собой и Лоис.
Лоис признаётся Брайану, что уже несколько недель знает, что можно возвращаться в Куахог, но не хочет этого. Пёс возмущён, но их разговор прерывает тот факт, что «Стефани Гриффин» выигрывает конкурс «Маленькая мисс Техас». Неудачно поклонившись зрителям, Стьюи роняет свой парик, и подлог вскрывается. Разъярённые зрители бросаются на сцену, но Питер спасает всю семью, прискакав туда на той самой лошади в последний момент. Она довозит их до машины, на которой Гриффины и возвращаются в Куахог.

## Создание
Автор сценария: Черри Чеваправатдумронг
Режиссёр: Брайан Айлс
Композитор: Уолтер Мёрфи
Приглашённые знаменитости: Гилберт Готтфрид (в роли лошади Питера), Билл Ингвалл (в роли техасского журналиста Дьюка Диллона), Дрю Бэрримор (в роли подруги Брайана — Джиллиан) и Камила Сталл

## Критика
Критик из IGN назвал эпизод серьёзным разочарованием во многих планах. По его мнению, будучи в целом гротескным и намеренно оскорбительным, сериал «Гриффины» задуман с тем, чтобы рассмешить зрителя, однако в серии «Boys Do Cry» этого добиться не удалось.